# Pastinaca clausii
Pastinaca clausii (степовий пастернак запашний як Malabaila graveolens, малабайла пахуча як Malabaila graveolens — вид рослин з родини окружкових (Apiaceae), поширений у південній і південно-східній Європі, Казахстані, Сирії.

## Опис
Дворічна чи багаторічна трав'яниста рослина заввишки 50–100 см. Стебло ребристе, м'яко запушене сіруватими відстовбурченими волосками. Листки перисторозсічені, нижні на черешках, з довгасто-яйцеподібними глибоко-лопатевими або надрізаними нерівнобокими біля основи, клиноподібними, пильчато-зубчастими часточками; верхні листки скорочені до піхви. Центральний зонтик ≈ 10 см в діаметрі, з 10–27 променями, бічні дрібніші, без обгортки; обгорточки однобокі, з 3–7 листочками. Плоди 6–7 мм довжиною, зі щільними широкими крайовими ребрами.

## Поширення
Поширений у південній і південно-східній Європі, Казахстані, Сирії.
В Україні вид на сухих степових схилах, галявинах — у південній частині Лісостепу, зрідка; в Степу і Криму, нерідко.